# Politechnika Śląska
Politechnika Śląska – publiczna uczelnia techniczna w Gliwicach.
Według webometrycznego rankingu uniwersytetów świata z lipca 2023 r., pokazującego zaangażowanie instytucji akademickich w Internecie, uczelnia zajęła 3. miejsce wśród uczelni technicznych (7. miejsce wśród wszystkich uczelni) w Polsce oraz 824. pozycję pośród wszystkich uczelni na świecie.
W rankingu szkół wyższych „Perspektyw” Politechnika Śląska zajęła w 2024 roku 7. miejsce wśród uczelni technicznych oraz 11. miejsce pośród wszystkich uczelni akademickich w Polsce.

## Wydziały
Politechnika Śląska składa się z 14 jednostek podstawowych (13 wydziałów i 1 centrum naukowo-dydaktycznego), z których 10 zlokalizowanych jest w Gliwicach, 2 w Katowicach, a 2 w Zabrzu.

### Gliwice
- Wydział Architektury

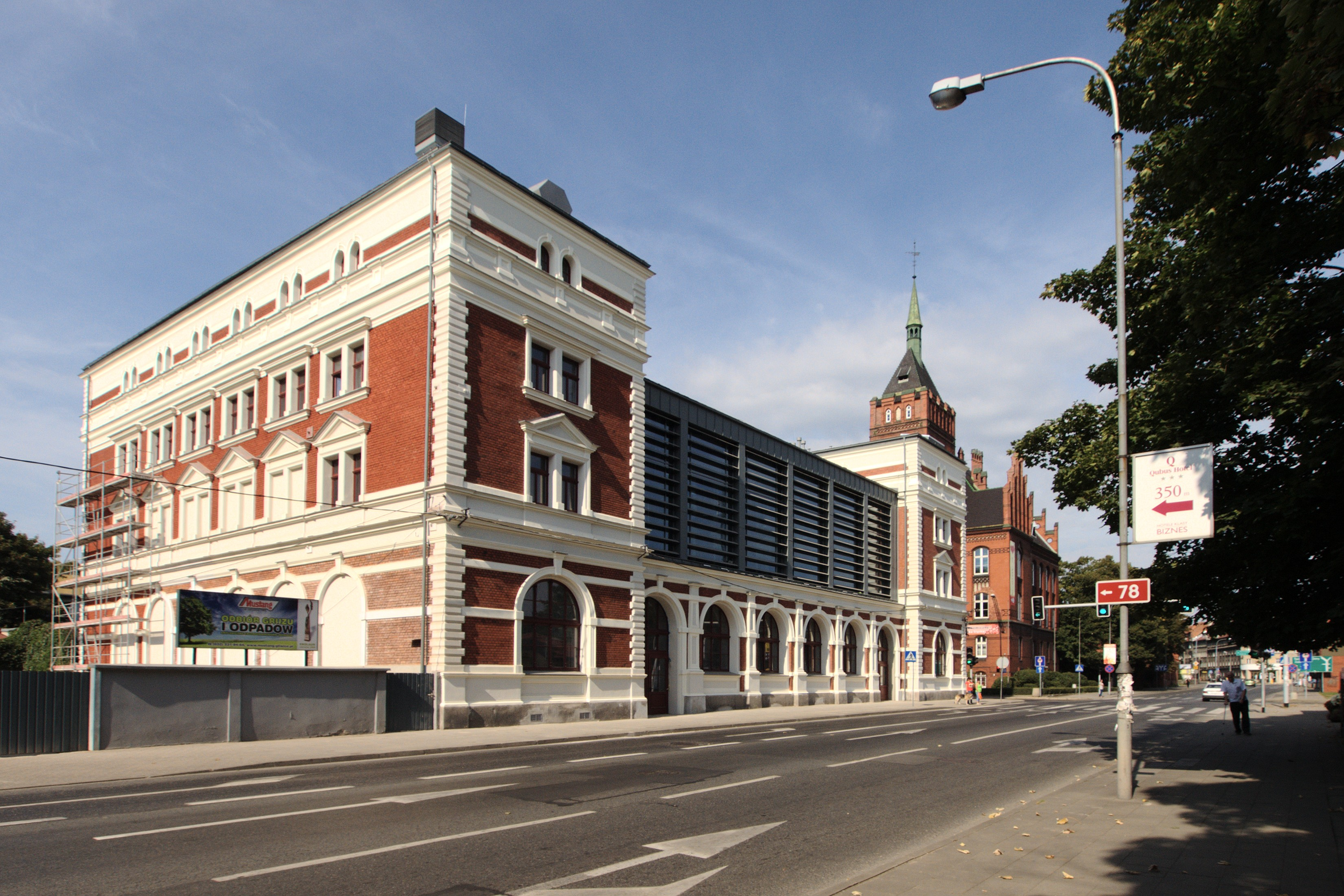
Wydział Architektury

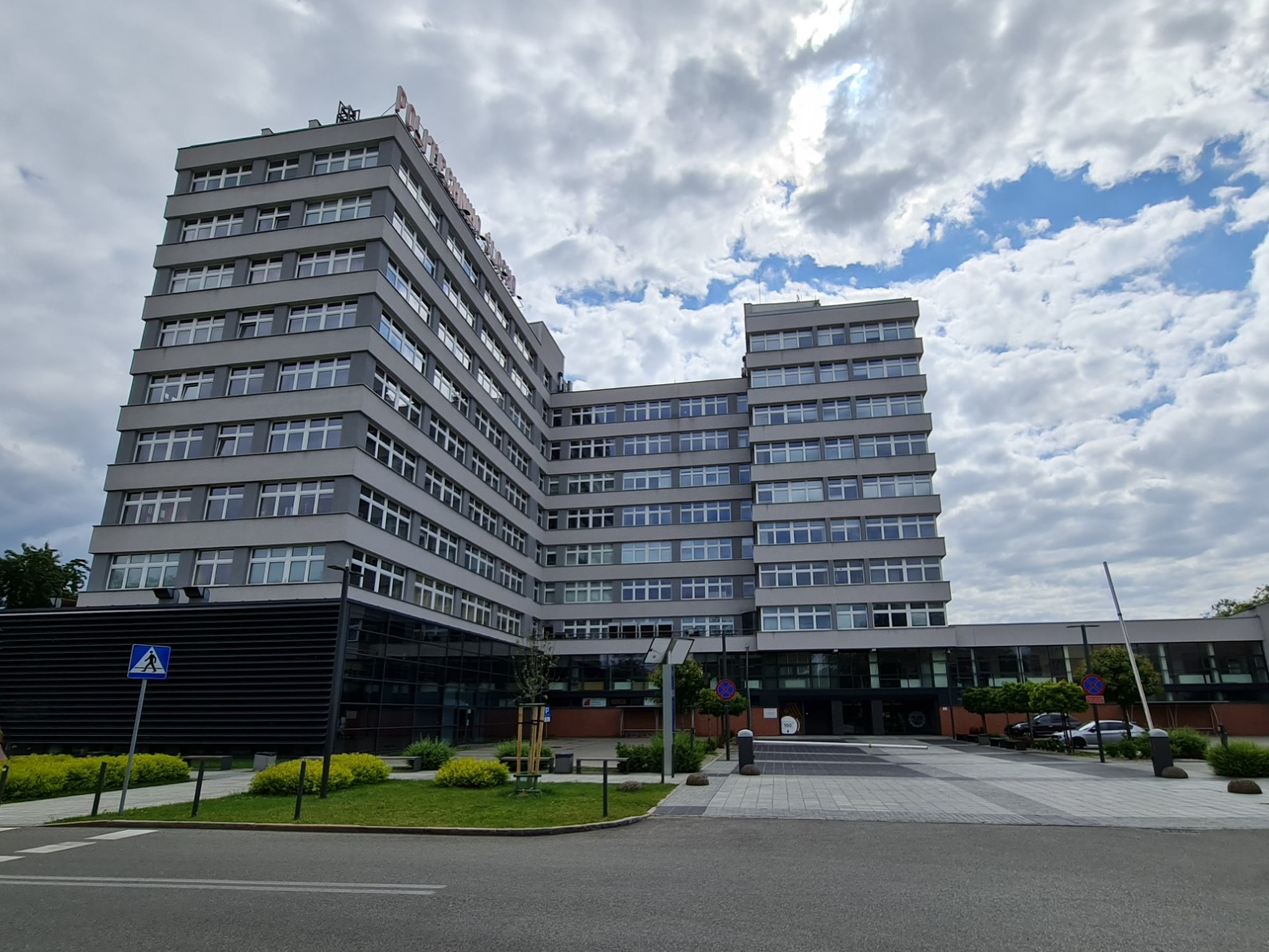
Wydział Automatyki, Elektroniki i Informatyki

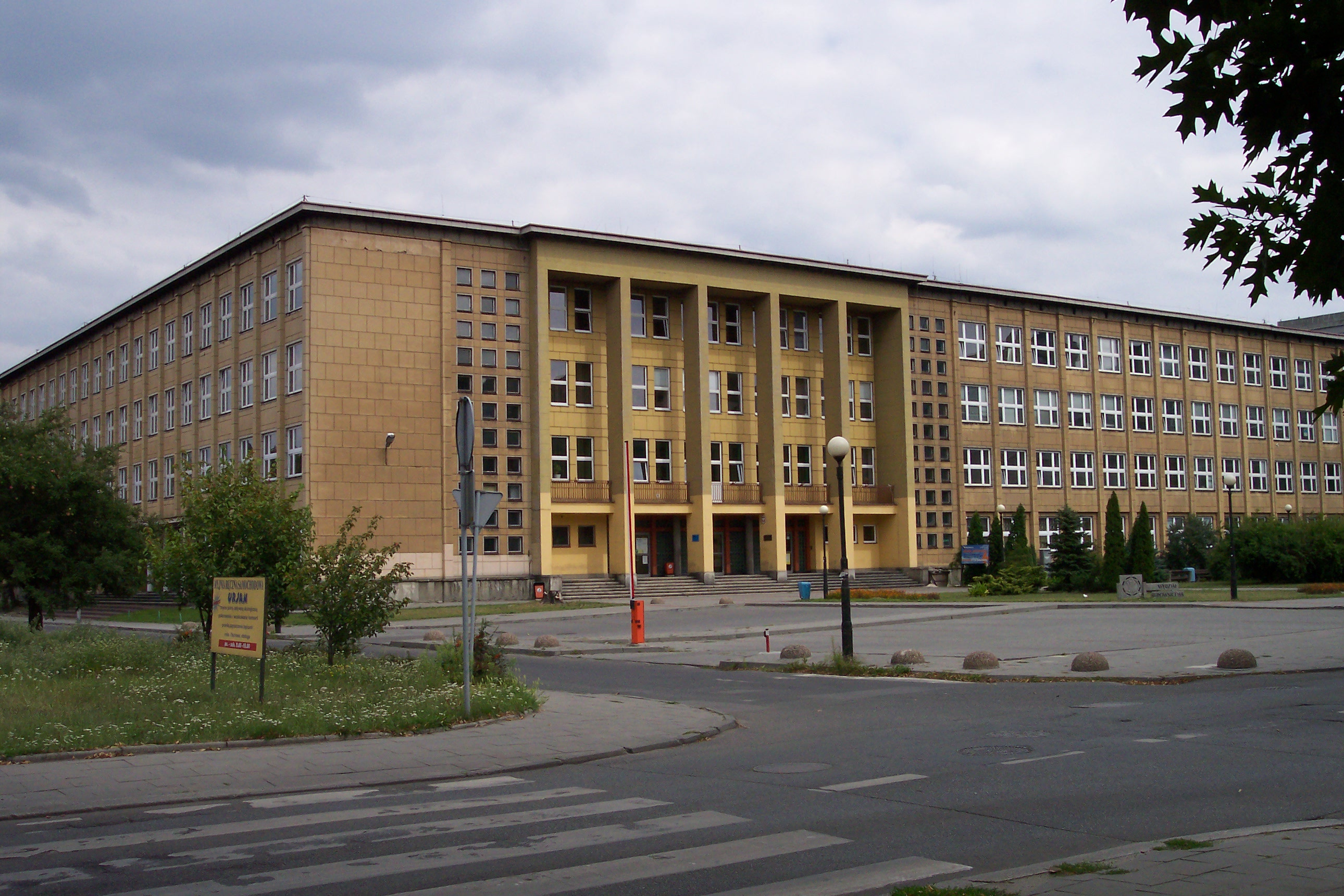
Wydział Budownictwa

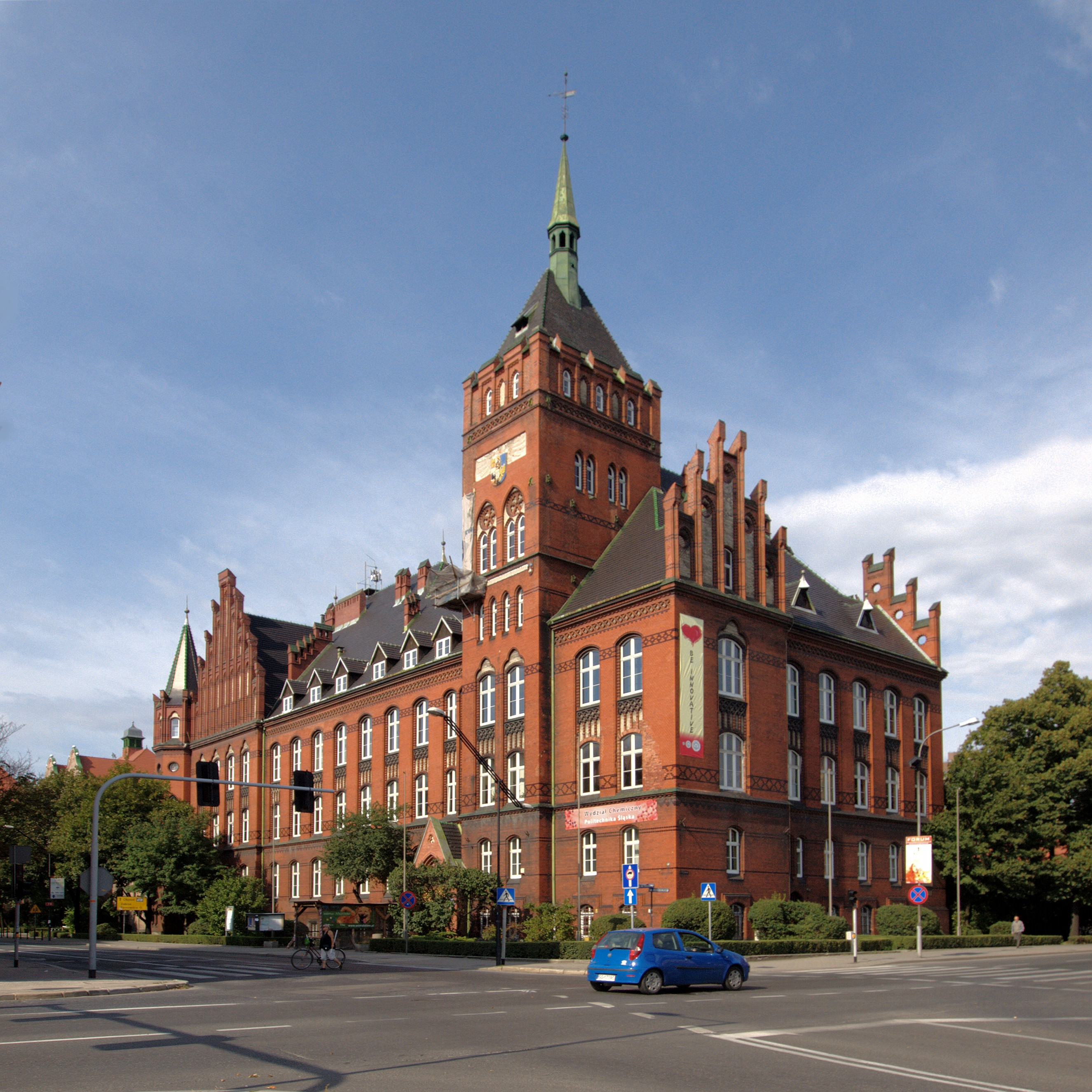
Budynek Wydziału Chemicznego – „Czerwona chemia”

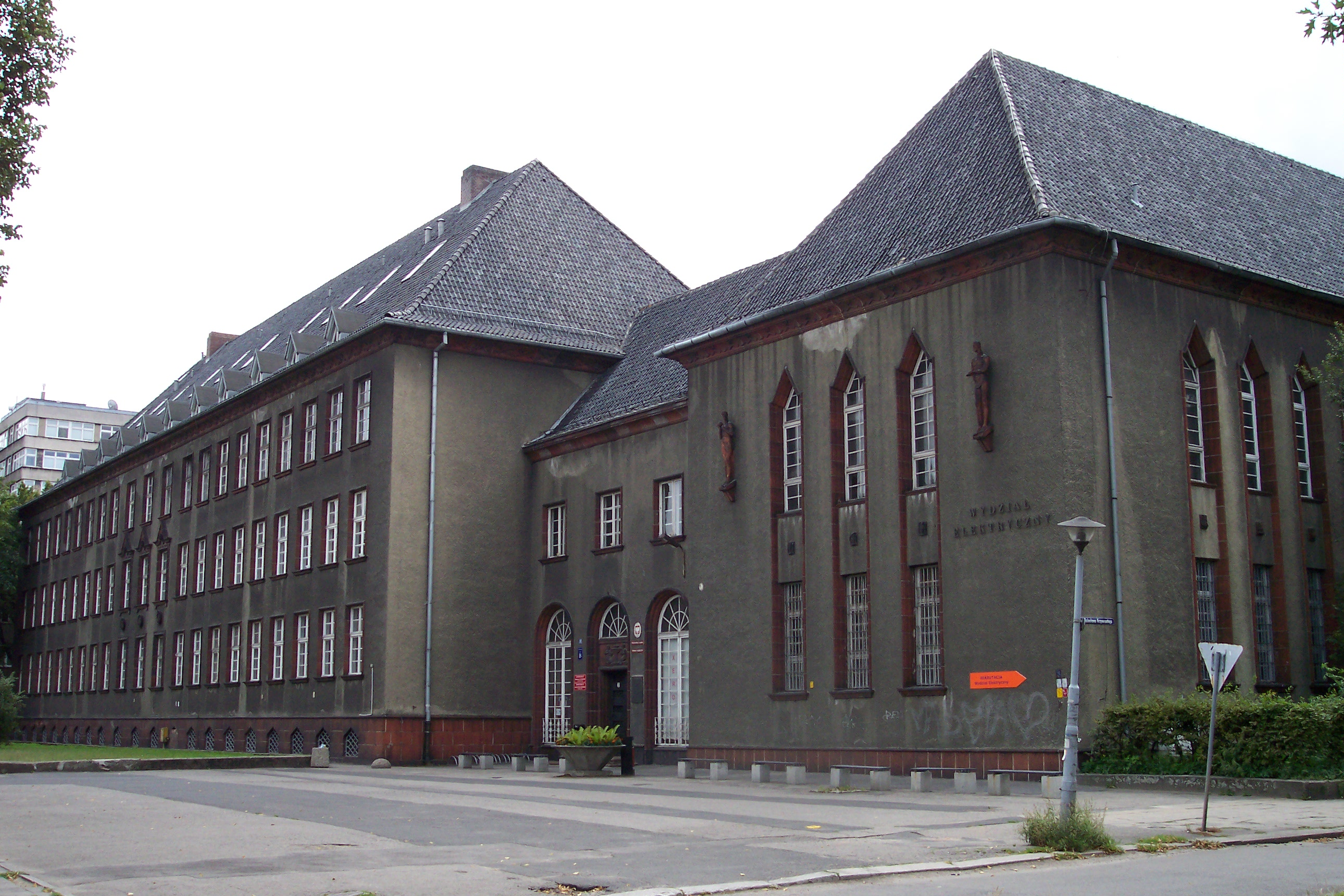
Wydział Elektryczny

Wydział Matematyki Stosowanej

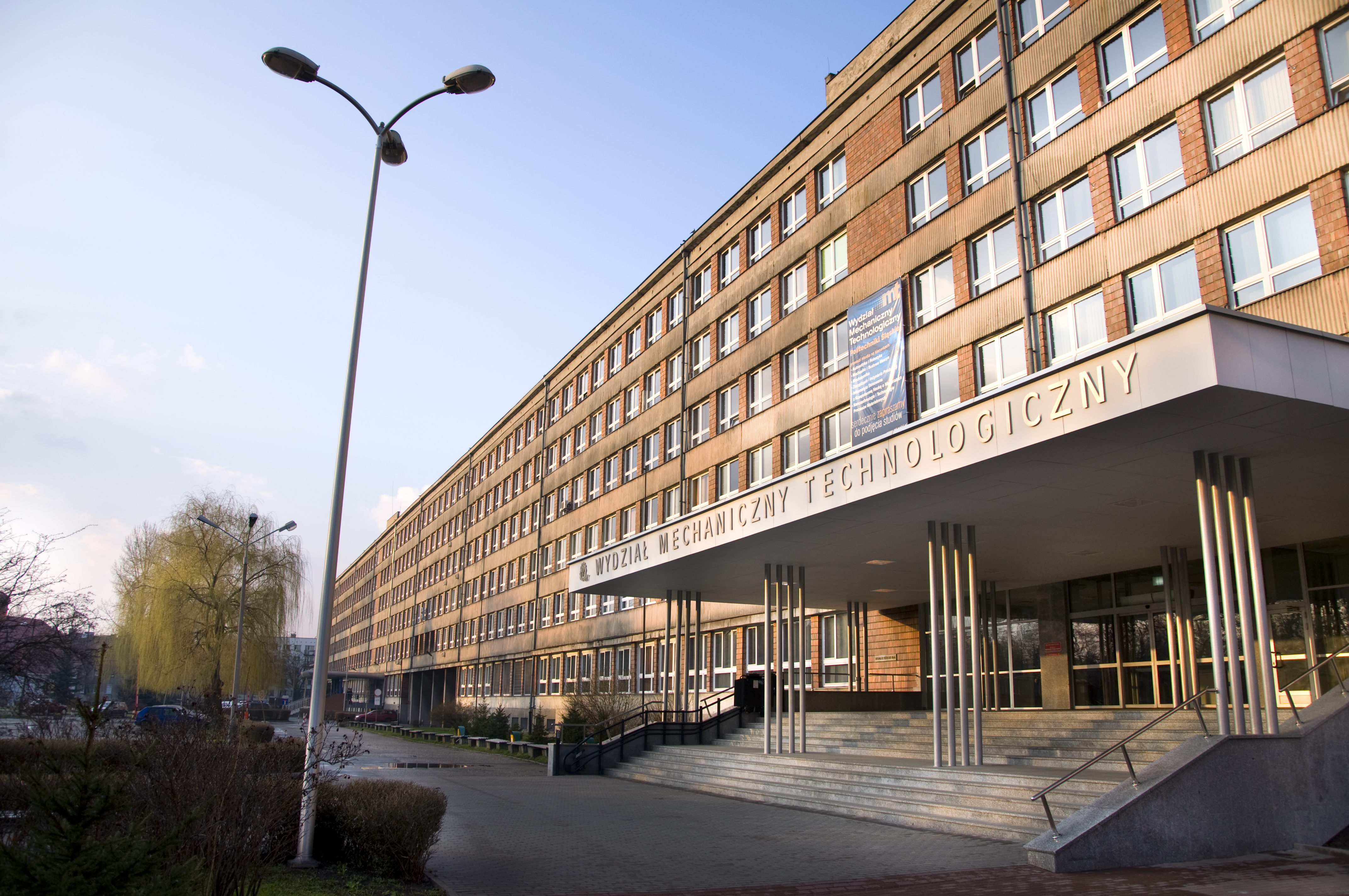
Wydział Mechaniczny Technologiczny

- Wydział Automatyki, Elektroniki i Informatyki
- Wydział Budownictwa
- Wydział Chemiczny
- Wydział Elektryczny
- Wydział Górnictwa, Inżynierii Bezpieczeństwa i Automatyki Przemysłowej[5]
- Wydział Inżynierii Środowiska i Energetyki
- Wydział Matematyki Stosowanej
- Wydział Mechaniczny Technologiczny
- Instytut Fizyki – Centrum Naukowo-Dydaktyczne Politechniki Śląskiej[6]

### Katowice
- Wydział Inżynierii Materiałowej

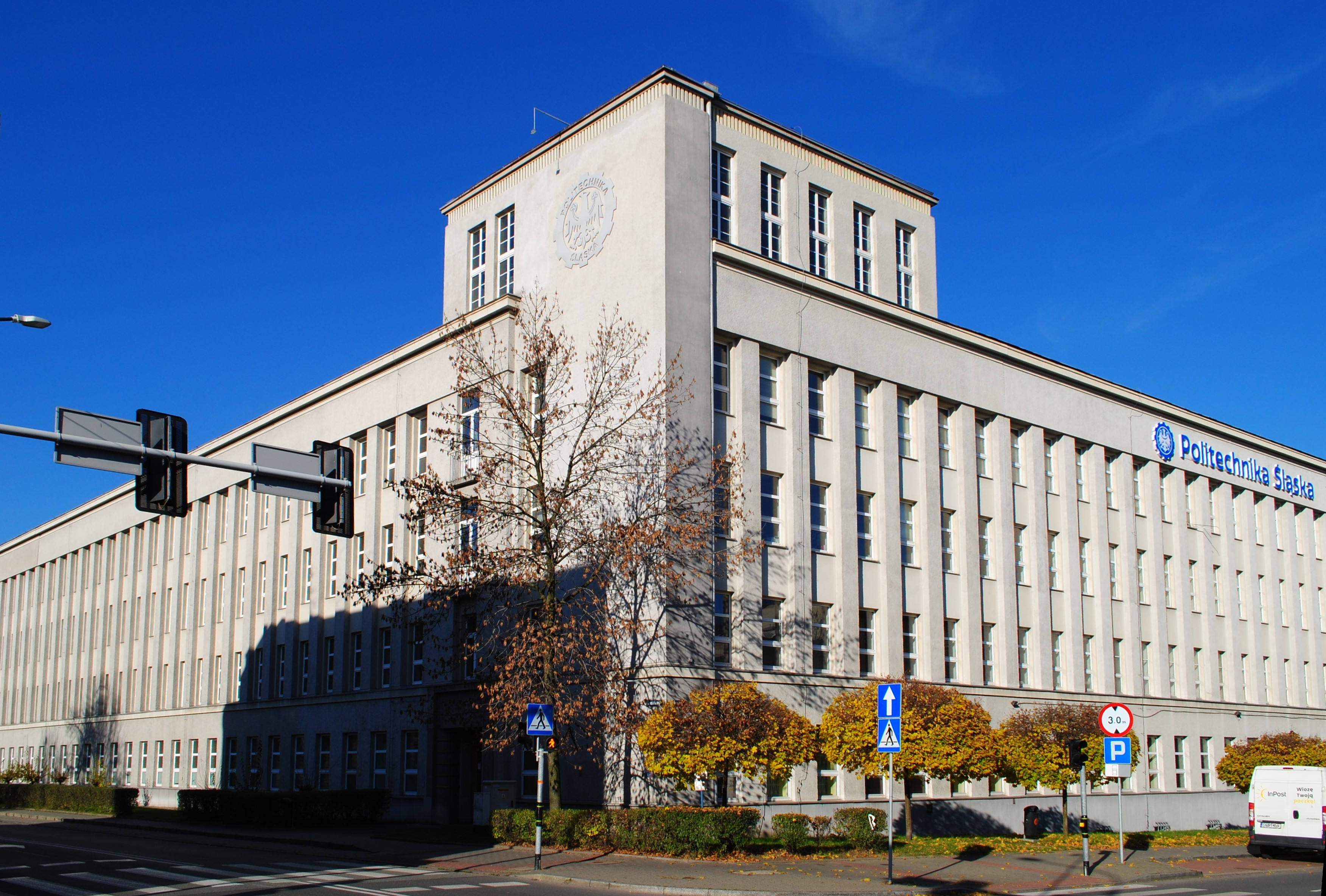
Wydział Inżynierii Materiałowej i Metalurgii oraz Wydział Transportu i Inżynierii Lotniczej

- Wydział Transportu i Inżynierii Lotniczej

### Zabrze

Wydział Organizacji i Zarządzania w Zabrzu (budynek A)

- Wydział Inżynierii Biomedycznej[7]
- Wydział Organizacji i Zarządzania

## Inne jednostki
- Akademicki Inkubator Przedsiębiorczości
- Biblioteka Główna
- Biuro Karier Studenckich
- Centrum Biotechnologii
- Centrum Edukacyjno-Kongresowe
- Centrum Energetyki Prosumenckiej
- Centrum Inkubacji i Transferu Technologii
- Centrum Inżynierii Biomedycznej
- Centrum Komputerowe
- Centrum Kształcenia Kadr Lotnictwa Cywilnego
- Centrum Kształcenia Ustawicznego
- Centrum Kultury Studenckiej „Mrowisko”
- Centrum Nowych Technologii
- Centrum Popularyzacji Nauki
- Centrum Zaawansowanych Technologii Bezpieczeństwa i Obronności
- Centrum Zarządzania Projektami
- Centrum Zdalnej Edukacji
- Klub Malucha Kropka
- Klub Pracowników Politechniki Śląskiej
- Międzynarodowe Centrum Badań Interdyscyplinarnych
- Muzeum Geologii
- Muzeum Techniki Politechniki Śląskiej
- Osiedle Studenckie Politechniki Śląskiej[8]
- Ośrodek Sportu
- Przychodnia Akademicka
- Studium Języków Obcych
- Szkoła Doktorów
- Wydawnictwo Politechniki Śląskiej

## Historia Politechniki Śląskiej

### Pomysł utworzenia Politechniki w Katowicach oraz pierwsze decyzje
Działania mające na celu utworzenie Politechniki Śląskiej były podejmowane już w latach dwudziestych XX wieku przez Sejm Śląski i wojewodę Michała Grażyńskiego. Grupa posłów na Sejm Ustawodawczy, między innymi ks. Adamski, Sosiński, ks. Władysław Chrzanowski, ks. Dachowski, ks. Kaczyński i inni z Chrześcijańsko-Narodowego Stronnictwa Pracy, wnioskiem nr 2455 z 3 lutego 1921, wystąpili na forum parlamentarnym o powołanie Politechniki. W tym celu zaprojektowano i zbudowano gmach przy ulicy Zygmunta Krasińskiego w Katowicach, który oddano do użytku w marcu 1931. Gmach budowany był z funduszy Wydziału Oświecenia Publicznego województwa śląskiego. Uchwałą Sejmu Śląskiego 31 marca 1931 powołano w Katowicach Śląskie Techniczne Zakłady Naukowe i przeznaczono dla nich nowo wybudowany gmach. W czasach międzywojennych w gmachu przy ulicy Zygmunta Krasińskiego swą siedzibę znalazły także Państwowa Szkoła Górnicza, Śląski Instytut Rzemieślniczo-Zawodowy, Żeńska Szkoła Zawodowa Towarzystwa Polek oraz Stacja Badań Chemicznych. W 1936 władze wojewódzkie powołały Wyższe Studium Nauk Społeczno-Gospodarczych. Dziekanem Wydziału Przemysłowego studium był przyszły organizator i pierwszy rektor Politechniki Śląskiej – profesor Władysław Kuczewski.
Na początku 1945, natychmiast po przybyciu władz administracyjnych na teren Śląska, powrócono do idei utworzenia Politechniki Śląskiej. Już 26 lutego 1945 powołano Tymczasową Komisję Organizacyjną Politechniki w Katowicach. Na jej czele stanął inż. Stanisław Majewski, dyrektor Szkoły Górniczej w Katowicach. W drugiej połowie kwietnia 1945 Komisja Organizacyjna przekazała memoriał rządowi oraz Prezydium Krajowej Rady Narodowej w sprawie utworzenia na Śląsku wyższej uczelni technicznej. Jednocześnie prowadzono rozmowy z potencjalnymi kandydatami na pracowników uczelni.
24 maja 1945 ukazał się dekret nr 118 Prezydenta Krajowej Rady Narodowej o utworzeniu Politechniki Śląskiej w Katowicach (Dz.U. RP Nr 21 z dnia 11 czerwca 1945), na którą składały się cztery wydziały: Elektryczny, Hutniczy, Inżynieryjno-Budowlany i Mechaniczny.
30 maja 1945 minister oświaty powierzył obowiązki organizacyjne tworzenia Politechniki Śląskiej Władysławowi Kuczewskiemu, który od początku 1945 był organizatorem i p.o. rektora Politechniki Warszawskiej. Po otrzymaniu nominacji podejmował akcje organizacyjne na terenie Śląska i Krakowa, gdzie organizowano już wydziały politechniczne przy Akademii Górniczo-Hutniczej. Na terenie Krakowa przebywało w tym czasie wielu profesorów Politechniki Lwowskiej.
Od początku maja 1945 w Krakowie działały następujące wydziały politechniczne: Architektury, Chemiczny, Elektryczny, Inżynierii Lądowej i Wodnej oraz Mechaniczny.
W wyniku rozmów profesora Kuczewskiego z Krakowskim Komitetem Organizacji Wydziałów Politechnicznych ustalono, że wydziały na których rozpoczęto studia w Krakowie, zostaną przeniesione na Śląsk. Dotyczyło to zarówno kadry naukowej, jak i studentów. Z Krakowa na Śląsk przeniesiono ostatecznie Wydziały: Mechaniczny, Elektryczny i Inżynieryjny. Wydziałów Architektury i Inżynierii Wodnej nie udało się przenieść, bo nie przewidywał utworzenia ich akt erekcyjny Politechniki Śląskiej. Z kolei Wydział Hutniczy był już w Krakowie, a pracownicy i studenci nie chcieli opuszczać tego miasta, czując się związani z Akademią Górniczą. Natomiast organizator Politechniki Śląskiej – prof. Kuczewski osiągnął duży sukces w postaci skłonienia do przeniesienia na Śląsk wybitnych profesorów chemików Politechniki Lwowskiej.
Ostatecznie w czerwcu 1945 minister oświaty podjął decyzję o przeniesieniu do Politechniki Śląskiej następujących wydziałów politechnicznych Akademii Górniczej w Krakowie: Chemicznego, Elektrycznego, Inżynieryjno-Budowlanego oraz Mechanicznego.
Postanowiono, że do czasu znalezienia pomieszczeń na Śląsku wydziały te miały działać w Krakowie. 1 czerwca 1945 rozpoczęły się wykłady dla około 1200 studentów na czterech wydziałach Politechniki Śląskiej. Pierwsza inauguracja roku akademickiego w Politechnice Śląskiej odbyła się w Krakowie 6 czerwca 1945, w auli Akademii Górniczo-Hutniczej.

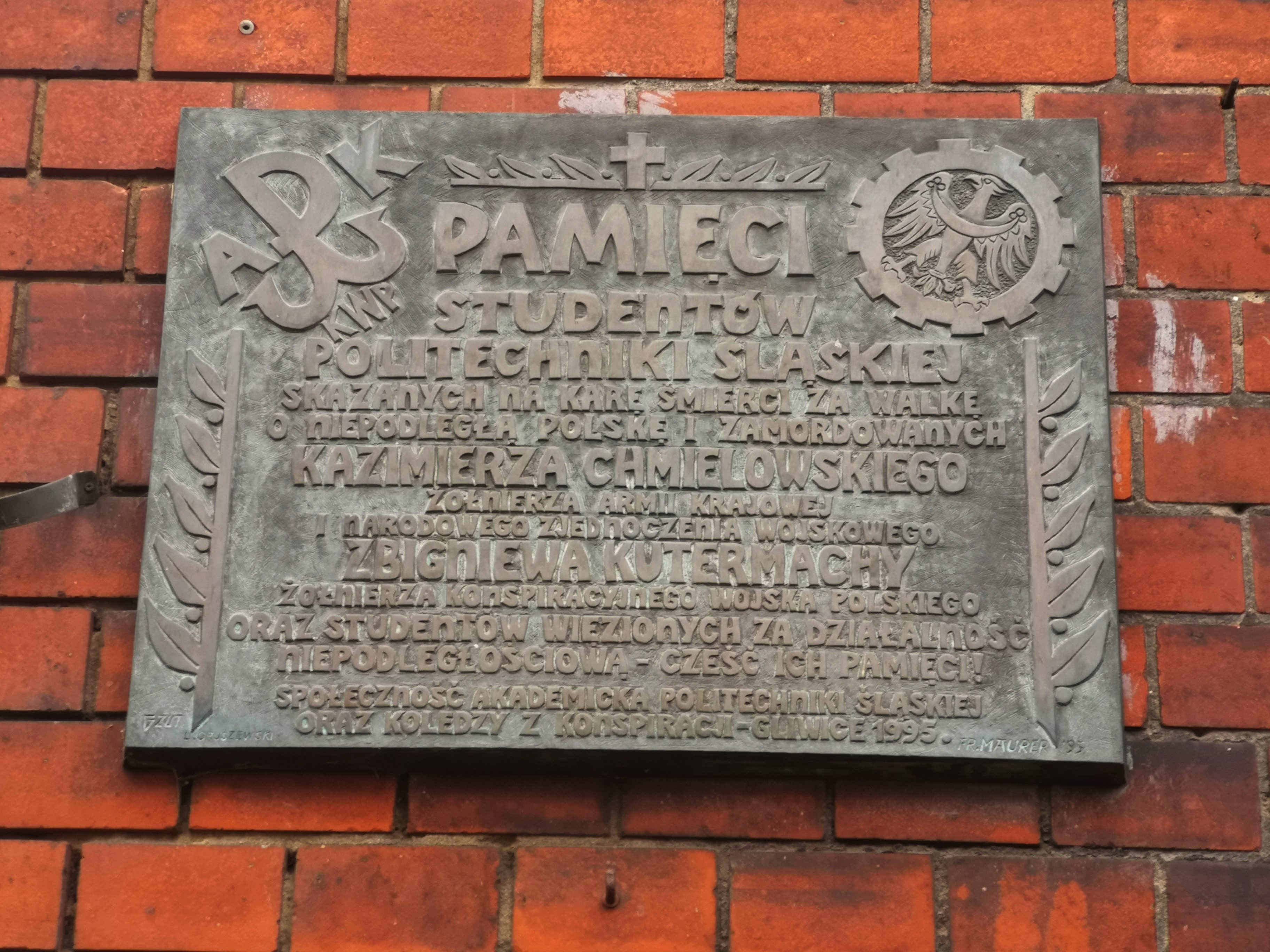
Tablica pamięci studentów Politechniki Śląskiej

### Przeniesienie Politechniki do Gliwic
Tymczasem szukano odpowiedniej lokalizacji dla Politechniki Śląskiej, bowiem pierwotna decyzja o lokalizacji, okazała się niezbyt szczęśliwa – gmach Śląskich Technicznych Zakładów Naukowych okazał się za szczupły do pomieszczenia czterech wydziałów, a w pobliżu nie było wolnych terenów do zbudowania dzielnicy akademickiej. Nie było też lokali do zakwaterowania pracowników naukowych, administracyjnych i studentów Politechniki. Kierując się tymi względami organizatorzy Politechniki Śląskiej wybrali na jej lokalizację Gliwice. Gliwice uważane ówcześnie za najpiękniejsze miasto Górnego Śląska, wyróżniało się pozytywnie pod względem ekologicznym, posiadało dużo zieleni, miało rozległe parki, a stopień zanieczyszczenia środowiska naturalnego był tu stosunkowo niewielki.
Przed rokiem 1945 Gliwice spełniały rolę lokalnego ośrodka administracyjnego, w którym ton nadawała kadra urzędniczo-inżynierska. W mieście mieściło się wiele instytucji oświatowych, pozostało więc wiele wolnych budynków lokalowych, prawie gotowych do pomieszczania wydziałów Politechniki Śląskiej. Pozostało też wiele wolnych lokali do zakwaterowania pracowników i studentów uczelni. W Gliwicach osiedliło się wielu mieszkańców Lwowa i kresów południowo-wschodnich, w tym wielu studentów Politechniki Lwowskiej. Władze miasta Gliwice też gorąco popierały lokalizację Politechniki Śląskiej w mieście i dlatego planowały stworzenie dzielnicy akademickiej, która by nadała charakter całemu miastu. Ostateczne przeniesienie Politechniki Śląskiej z Katowic do Gliwic potwierdzono 20 marca 1946 (dekret Krajowej Rady Narodowej) oraz w marcu 1947 (werdykt Komisji Ministra Oświaty o ostatecznej decyzji lokalizacji Politechniki Śląskiej w Gliwicach).
21 czerwca 1945 pomiędzy władzami Gliwic i Politechniki Śląskiej podpisano porozumienie o utworzeniu dzielnicy akademickiej i przekazaniu na jej potrzeby gmachów użyteczności publicznej i budynków mieszkalnych. 26 czerwca 1945 rozpoczęła działalność Administracja Politechniki Śląskiej. Pierwszą siedzibą Rektoratu Politechniki był budynek nr 19 przy ulicy Częstochowskiej. Na tej ulicy od początku działała administracja i bursy studenckie. Przy ulicy Moniuszki urządzono hotel i stołówkę dla pracowników naukowych. Stołówka dla studentów mieściła się na rogu ulic Dworcowej i M. Strzody.
4 lipca 1945 ogłoszona konkurs na obsadę katedr z zamiarem ogłoszenia wyników 1 sierpnia 1945. Jednocześnie prowadzono akcję mającą na celu rozpropagowanie nowej uczelni i znalezienia dla niej najlepszej kadry profesorskiej. 6 sierpnia 1945 ogłoszono komunikat o warunkach przyjęcia i sposobie realizacji wstępnego egzaminu konkursowego na studia na wszystkie wydziały Politechniki Śląskiej. Z rekrutacją studentów do powstającej uczelni trzeba było rozwiązać wiele problemów.
W maju 1945 na cztery wydziały Politechniki Śląskiej przyjęto w Krakowie ponad tysiąc studentów na różne semestry. Przygotowanie ich do studiów było różne – działania wojenne, pobyty w obozach jenieckich, wywózki, przesiedlania itp. spowodowały sytuację, że od początku oraz ponownie pragnęła podjąć studia młodzież w różnym wieku i o różnym przygotowaniu merytorycznym. By umożliwić studiowanie różnym osobom i wyrównać poziom merytoryczny zorganizowano kursy przygotowawcze do egzaminów wstępnych w Politechnice Śląskiej. Kursy takie odbyły się w Krakowie, Katowicach i Gliwicach. Pierwsze egzaminy wstępne w Politechnice Śląskiej odbyły w dniach od 1 do 5 października 1945. Jednocześnie przenoszono wydziały Politechniki Śląskiej z Krakowa do Gliwic.

### Pierwsze lata działalności (1945–1968)
Pierwsza inauguracja roku akademickiego w Politechnice Śląskiej w Gliwicach odbyła się 29 października 1945 w gmachu przy ulicy Strzody 21. Wykład inauguracyjny wygłosił prof. Wiktor Jakób. W październiku 1945 w Politechnice Śląskiej rozpoczęło studia 2750 osób na semestrach pierwszym, drugim, trzecim piątym i siódmym. W uczelni działały 54 katedry zatrudniające prawie 200 pracowników naukowych. Jeszcze w Krakowie, uczeń prof. Ludwika Ebermana, inż. Oktawian Popowicz (przyszły profesor na Wydziale Górniczym Politechniki Śląskiej) obronił swoją pracę doktorską, pt. „Nowe urządzenie do wytwarzania dmuchu wielkopiecowego”. W Gliwicach w listopadzie 1945 przeprowadzono cztery przewody habilitacyjne: Ewy Pilatowej, Franciszka Nowotnego, Henryka Kuczyńskiego i Michała Śmiałowskiego. Pierwsza rozprawa doktorska w Gliwicach odbyła się 13 czerwca 1946, w wyniku której stopień doktora nauk technicznych przyznano Eljaszowi Zielskiemu (uczniowi prof. Romana Witkiewicza z Politechniki Lwowskiej), na podstawie pracy: „Nowe metody ogrzewania i przewietrzania obszernych pomieszczeń”. Dr inż. Zielski był później profesorem na Wydziale Inżynierii Sanitarnej.
Plany i programy studiów obowiązujące w Politechnice Śląskiej opracowano wzorując się na Politechnice Lwowskiej. Do roku akademickiego 1948/49 studia dzienne stacjonarne były jednolite. Od tego roku wprowadzono studia dzienne dwustopniowe: inżynierskie i magisterskie. W 1948 rok wstępny przekształcono w studium wstępne, w czasie którego (w ciągu dwóch lat) słuchaczy przygotowywano do egzaminów wstępnych. Studium wstępne przekształcono następnie w studium przygotowawcze, które istniało do 1956. W latach 1946–1956 na studiach wstępnych przygotowano ponad trzy tysiące osób, które podjęły studia na różnych wydziałach Politechniki Śląskiej.
Doskonała kadra profesorska jaka działała w pierwszych latach w Politechnice Śląskiej była najsilniejszym jej atutem. Mimo zakusów wielu ludzi, Politechnika Śląska pozostała w Gliwicach i została zaakceptowana w skali ogólnopolskiej. Nieprzychylnie patrzono na istnienie Politechniki Śląskiej w sąsiednich ośrodkach o dużych tradycjach akademickich. Na początku 1947 powołano nawet komisję ministerialną, która miała wydać opinię na temat celowości istnienia Politechniki Śląskiej w Gliwicach. W skład komisji weszli m.in. rektorzy Politechniki Warszawskiej i Politechniki Gdańskiej. Opinia komisji była pozytywna i Politechnika Śląska pozostała w Gliwicach.
Podstawowa kadra profesorska Politechniki Śląskiej wywodziła się z Politechniki Lwowskiej. Zasilanie to trwało ciągle, aż do połowy 1946, kiedy do Gliwic przybyła kolejna grupa wyjazdowa profesorów ze Lwowa (m.in. deportowanych w styczniu 1945 w rejon Donbasu i zwolnionych pod koniec tego roku) zorganizowana przez prof. Włodzimierza Burzyńskiego. Grupa ta była szczególnie entuzjastycznie witana w Gliwicach, a wśród profesorów znajdowali się m.in.: Włodzimierz Burzyński, Stanisław Fryze, Wacław Leśniański i Stanisław Ochęduszko.
Do byłych profesorów Politechniki Lwowskiej i Uniwersytetu Lwowskiego, zatrudnionych w Politechnice Śląskiej należeli: Stanisław Brzozowski, Włodzimierz Burzyński, Zygmunt Ciechanowski, Władysław Dyrdacki, Stanisław Fryze, Wiktor Jakób, Adolf Joszt, Marian Kamieński, Zygmunt Klemensiewicz (od 1957 r.), Stanisław Łukasiewicz, Tadeusz Malarski, Stanisław Ochęduszko, Edward Sucharda, Franciszek Wasilkowski, Antoni Wereszczyński (prawnik) i Eustachy Żyliński. Razem z profesorami ze Lwowa przybyli do Gliwic młodsi pracownicy nauki i studenci, którzy z biegiem lat stali się przyszłymi profesorami Politechniki Śląskiej. Ważną rolę w organizacji Uczelni odegrali także pracownicy administracyjni przybyli ze Lwowa.
W 1949 opuścił Politechnikę, po czterech latach nauki, pierwszy rocznik absolwentów, liczący około 700 osób, którzy kształcili się od pierwszego semestru:
- Wydział Chemiczny – 100 osób
- Wydział Elektryczny – 200 osób
- Wydział Inżynieryjno-Budowlany – 169 osób
- Wydział Mechaniczny – 214 osób

W tym samym roku na Wydziale Inżynieryjno-Budowlanym powołano Oddział Architektury. W 1950 powstała w Katowicach Wyższa Szkoła Inżynierska, usytuowana w gmachu Śląskich Technicznych Zakładów Naukowych, która w 1951 została przemianowana na Wieczorową Szkołę Inżynierską. Od 1952 rektorem tej uczeni był prof. Władysław Kuczewski, organizator Politechniki Śląskiej. W 1956 Wieczorowa Szkoła Inżynierska została wcielona do Politechniki Śląskiej, jako jej placówka prowadząca studia wieczorowe.
W 1950 w wyniku rozporządzenia Ministra Szkół Wyższych Nauki i Techniki, utworzono w Politechnice Śląskiej Wydział Górniczy, dla którego w roku następnym przekazano dwa segmenty gmachu przy ulicy Katowickiej (obecnie ulica Akademicka). Rok później przy tej samej ulicy oddano do użytku gmach Wydziału Inżynieryjno-Budowlanego. W 1953 powstały w Politechnice Śląskiej dwa nowe wydziały: Wydział Budownictwa Przemysłowego, który w 1955 został przemianowany na Wydział Budownictwa Przemysłowego i Ogólnego oraz Wydział Mechaniczno-Energetyczny.
Wydział Inżynieryjny zostaje przemianowany 6 kwietnia 1955, na Wydział Inżynierii Sanitarnej. Do 1963 struktura Politechniki Śląskiej już nie uległa zmianie.
Tworzyło ją siedem Wydziałów:
- Budownictwa Przemysłowego i Ogólnego
- Chemiczny
- Elektryczny
- Górniczy
- Inżynierii Sanitarnej
- Mechaniczno-Energetyczny
- Mechaniczny.

W 1956 nastąpiła jednorazowa zmiana w strukturze Wydziału Górniczego Politechniki Śląskiej w Gliwicach. Ówczesny Dziekan Wydziału Górniczego, prof. mgr inż. Dykacz utworzył w porozumieniu z Ministrem Górnictwa Węglowego i Ministrem Szkolnictwa Wyższego, działającą od 1 października 1956 do 30 września 1959, podległą mu nową strukturę organizacyjną pod nazwą: „Studium górnicze dla inżynierów innych specjalności”, finansowaną z odrębnych funduszy. Na kierownika tego studium wyznaczony został mgr inż. Franciszek Engel.
W 1956 pracownicy i studenci Politechniki Śląskiej popierali (w licznych wiecach i w „marszu milczenia”) przemiany zachodzące w kraju i organizowali pomoc materialną dla walczących Węgrów. Po raz pierwszy w wolnych wyborach zostają wybrane władze uczelni. Rektorem Politechniki Śląskiej został prof. dr hab. inż. Stanisław Ochęduszko, który na prorektorów powołał prof. dr inż. Mariana Janusza i prof. dr hab. inż. Tadeusza Zagajewskiego. Funkcję prorektora do spraw studiów wieczorowych i zaocznych (zorganizowanych w Politechnice w 1954) pełnił prof. Kazimierz Kutarba.
W latach 1956–1963 otwarto Kino-Teatr X i studenckie kluby Spirala i Gwarek. Powstały Studencki Teatr Gliwice – STG oraz Studencki Teatr Poezji – STEP, które odnoszą duże sukcesy na arenie ogólnopolskiej. Organizowane Igrce Żaków Gliwickich (juwenalia) przeszły do historii imponując swoim rozmachem i zasięgiem. W 1960 powstało Stowarzyszenie Wychowanków Politechniki Śląskiej, którego oddziały na wielu wydziałach prowadzą bardzo pożyteczną działalność zarówno dla samych wydziałów, jak i pracowników.
W tych latach Uczelnia wzbogaciła się o liczne gmachy:
- trzy domy studenckie przy ulicy Łużyckiej
- hale technologiczne Wydziału Górniczego
- aula Wydziału Mechanicznego
- pawilon Oddziału Mechanizacji i Elektryfikacji Kopalń
- Hale Maszyn Cieplnych Wydziału Mechanicznego-Energetycznego.

W 1962 powołano Ośrodek Stacjonarno-Zaoczny Politechniki Śląskiej w Rybniku celem kształcenia studentów na studiach wieczorowych w trzech kierunkach: górnictwo, elektrotechnika i mechanika. W 1968 Ośrodek ten przekształcono w Filię Politechniki i rozpoczęto też studia dzienne inżynierskie powołując Oddziały Wydziałów: Górniczego, Budownictwa, Elektrycznego i Mechanicznego-Technologicznego.
Od 15 lutego 1964 rozpoczął działalność nowy, już ósmy w Politechnice Śląskiej – Wydział Automatyki. W tym samym roku Wydział Mechaniczny zostaje przemianowany na Wydział Mechaniczny-Technologiczny. Na Wydziale Chemicznym powstał oddział Inżynierii Chemicznej. Oddano także do użytku nowy pawilon i halę technologiczną. Przy ulicy Stefana Banacha (też w 1964) oddano do użytku Dom Związkowy pracowników Politechniki Śląskiej. W 1967 zakończono budowę gmachu Wydziału Górniczego i w nowej auli im. prof. Władysława Kuczewskiego odbyła 23 inauguracja roku akademickiego. Przeddzień inauguracji odbyła się pierwsza promocja doktorów honoris causa Politechniki Śląskiej (Jean Gille – Francja, Piotr Romankow – ZSRR).
W 1964 w drodze na zajęcia dydaktyczne do Rybnika, w tragicznym wypadku samochodowym zginęło 6 pracowników dydaktycznych Politechniki (m.in. mgr inż. Wiktor Legieżyński, który na Wydziale Mechaniczno-Energetycznym wykładał mechanikę techniczną i wytrzymałość materiałów) i kierowca.

### Rok 1968 i później
W marcu 1968 w gmachach uczelni odbywały się gorące zebrania i masowe pochody studentów, połączone z burzliwymi protestami, na terenie Gliwic. Usuwano dziekanów i represjonowano oraz relegowano z uczelni studentów, w czym szczególnie zasłużył się ówczesny rektor Politechniki, prof. dr inż. Jerzy Szuba. W tym roku powstały filie Politechniki Śląskiej w: Dąbrowie Górniczej, Katowicach i Rybniku. Przywrócono dwustopniowe studia: magisterskie 5-letnie i inżynierski 4-letnie. W 1969 powstał nowy Wydział Metalurgiczny w Politechnice Śląskiej, z siedzibą w filii w Katowicach. Wydział Chemiczny przemianowano na Wydział Technologii i Inżynierii Chemicznej, a Wydział Budownictwa Przemysłowego i Ogólnego przemianowano na Wydział Budownictwa i Architektury.
W 1969 utworzono Wydział Matematyczno-Fizyczny. Był to wtedy pierwszy tego typu wydział w polskich uczelniach technicznych. Zorganizowano międzywydziałowe Studium Pedagogiki Szkolnictwa Zawodowego. W 1970 powołano do istnienia Wydział Organizacji Produkcji, usytuowany w filii w Katowicach. Poza tym oddano do użytku nowy pawilon dla Instytutu Chemii i Technologii Nieorganicznej oraz halę technologiczne dla Wydziału Inżynierii Sanitarnej.
W 1971 Wydział Automatyki zmienił nazwę na Wydział Automatyki i Informatyki, dla którego w latach 1971–1973 oddano do eksploatacji nowy gmach. Z dniem 1 października 1971, decyzją władz centralnych, w Politechnice Śląskiej została wprowadzona nowa struktura organizacyjna. Zlikwidowano katedry, a w ich miejsce powołano 36 instytutów wydziałowych i dwa instytuty międzywydziałowe. W ramach Wydziału Budownictwa i Architektury powstał Instytut Architektury i Urbanistyki, który z czasem przekształcił się w samodzielny Wydział Architektury, dla którego w 1973 oddano do użytku nowy pawilon, w którym znalazł miejsce także rektorat. W październiku 1974 Instytut Transportu i Komunikacji, działający na Wydziale Metalurgii stał się instytutem spełniającym funkcję wydziału. W 1975 oddano do użytku halę technologiczną Wydziału Automatyki i Informatyki, w której umieszczono Ośrodek Elektronicznej Techniki Obliczeniowej. Rok później oddano do użytku nowy pawilon dla Instytutu Chemii i Technologii Organicznej.
Z dniem 1 października 1977 z Wydziału Budownictwa i Architektury, wyodrębniono: Wydział Architektury i Wydział Budownictwa. Z dniem 1 lutego 1978 Instytut Transportu i Komunikacji przekształcono w Wydział Transportu, który istniał do 1984. W tym samym roku oddano do eksploatacji nowy gmach Wydziału Mechanicznego Energetycznego i Mechanicznego Technologicznego. W ramach Wydziału Budownictwa powstał Instytut Inżynierii Miejskiej, zlokalizowany w Rybniku. W 1988 powstał jeszcze jeden wydział Politechniki Śląskiej, a mianowicie Wydział Mechaniczno-Hutniczy, zlokalizowany w Dąbrowie Górniczej. Wydział ten istniał do roku akademickiego 1984/85, kiedy to został włączony do Wydziału Metalurgicznego w Katowicach jako Instytut Energetyki i Urządzeń Hutniczych. W 1988 powstał Instytut Karbochemii na prawach wydziału i w tym stanie prawnym istniał do 1992. W roku akademickim 1979/80 Politechnika Śląska przeżywała szczyt swego rozwoju organizacyjnego w PRL-u. W 15 wydziałach studiowało ponad 20 tysięcy studentów (w tym około 11 000 na studiach dziennych). Zatrudniano 2200 nauczycieli akademickich i około 3500 osób na stanowiskach pomocniczych.

### Powstanie Solidarności, stan wojenny
W grudniu 1980 powstał Niezależny Samorządny Związek Zawodowy Solidarność. Pierwszym przewodniczącym NSSZ Solidarność został wybrany mgr inż. Jan Tadeusz Żeliński z Instytutu Techniki Cieplnej. W 1981 odbyły się drugie w historii Politechniki Śląskiej wolne wybory rektora. Wygrał je profesor Ryszard Petela z Instytutu Techniki Cieplnej. Po wprowadzeniu stanu wojennego w Polsce rektor Politechniki Śląskiej prof. dr hab. inż. Ryszard Petela oraz trzech dziekanów zostało zwolnionych z pełnionych funkcji. Pracownicy i studenci Politechniki Śląskiej zostali poddani licznym represjom: 4 pracowników i 11 studentów aresztowano, 13 pracowników i 21 studentów internowano. Z pracy wyrzucono około 140 pracowników Politechniki Śląskiej. Zajęcia dydaktyczne w Politechnice Śląskiej były zawieszone od 13 grudnia 1981 do 21 stycznia 1982.
1 października 1984 Wydział Automatyki i Informatyki przekształcił się w Wydział Automatyki, Elektroniki i Informatyki. Wydział Transportu został zredukowany do Instytutu Transportu, a Wydział Organizacji Produkcji zaprzestał działalności, którą częściowo na Wydziale Metalurgicznym kontynuowała Katedra Organizacji Produkcji. 31 sierpnia 1984 zakończył działalność Instytut Kotłów oraz Siłowni Cieplnych i Jądrowych. 1 września 1984 nazwę Wydziału Inżynierii Sanitarnej zmieniono na Wydział Inżynierii Środowiska. W Rybniku powołano Ośrodek Szkoleniowy, w którym podstawowa działalność miała się skupiać na studiach dla pracujących, kursach szkolenia zawodowego i studiach podyplomowe organizowane przez Politechnikę. 1 października 1988 Wydział Metalurgiczny przekształcono w Wydział Metalurgii i Inżynierii Materiałowej. 1 października 1989 kierunek Telekomunikacja na Wydziale Automatyki, Elektroniki i Informatyki połączono z kierunkiem Elektronika i utworzono nowy kierunek studiów Elektronika i Telekomunikacja, zaś na Wydziale Mechanicznym-Technologicznym utworzono dwa nowe kierunki: Automatyka i Robotyka oraz Wychowanie Techniczne.

### Politechnika Śląska w III RP
7 listopada 1989 odbyły się pierwsze wybory rektora Politechniki w warunkach pełnej autonomii uczelni, a 1 grudnia tego roku zaczyna się kadencja nowo wybranych władz Politechniki Śląskiej. Pierwsze lata ich działań zostały skierowane na uporządkowanie kwestii prawnych i organizacyjnych uczelni mającej działać w warunkach zagwarantowanej autonomii. 1 października 1992 z połączenia Katedry Zarządzania i Ośrodka Nauk Społecznych powstał Instytut Organizacji i Zarządzania Przedsiębiorstwem, który usytuowano na Wydziale Metalurgii i Inżynierii Materiałowej. Wydział ten następnie został przekształcony w Wydział Inżynierii Materiałowej, Metalurgii, Transportu i Zarządzania. W 1992 powołano Fundację na rzecz Politechniki Śląskiej, której celem było zdobywanie funduszy od sponsorów z przeznaczeniem na rozwój Politechniki Śląskiej. W styczniu 1993 utworzono Ośrodek Sportu Politechniki Śląskiej. We wrześniu tego roku oddano częściowo do użytku gmach Biblioteki Głównej, w którego pomieszczeniach znalazł miejsce Instytut Matematyki i Dziekanat Wydziału Matematyczno-Fizycznego.
W 1993 połączono Wydział Mechaniczny-Energetyczny (powstały w 1953) z Wydziałem Inżynierii Środowiska (dawniej Wydziałem Inżynierii Sanitarnej, 1955). W wyniku fuzji powstał Wydział Inżynierii Środowiska i Energetyki wówczas największy w Politechnice Śląskiej. Wydział Inżynierii Środowiska i Energetyki posiada najwyższą kategoryzację, od samego początku wprowadzenia kategorii przez KBN. W 2003, gdy obchodzono rocznicę dziesięciolecia jego istnienia na Wydziale Inżynierii Środowiska i Energetyki pracowało 34 profesorów i doktorów habilitowanych oraz 114 doktorów nauk technicznych.
W kwietniu 1994 władze miasta Gliwic przekazały obiekty sportowe przy ulicy Akademickiej w użytkowanie Politechnice Śląskiej. 1 czerwca 1994 Ośrodek Szkoleniowy w Rybniku został przekształcony w Centrum Kształcenia Inżynierskiego Politechniki Śląskiej, którego zadaniem jest działalność dydaktyczna przybierająca różne formy kształcenia prowadzone w Politechnice Śląskiej, oraz działalność usługowa polegająca na organizowaniu kursów, konferencji, sympozjów prowadzonych przez Politechnikę Śląską wraz ze współpracującymi z nią zakładami, także prowadzenie działalności badawczej. 6 czerwca 1994 Senat Politechniki Śląskiej podjął uchwałę o utworzeniu z dniem 1 września 1995 Wydziału Organizacji i Zarządzania.
W maju 1995 w Politechnice Śląskiej obchodzono rocznicę 50-lecia jej powstania, jako samorządnej Uczelni państwowej, kierowanej przez organy jednoosobowe (Rektor, Dziekan, Dyrektor Instytutu lub Kierownik Katedry) i kolegialne (najwyższym organem kolegialnym jest Senat).
Ustawą z dnia 18 października 2006 uczelni została nadana nowa nazwa „Politechnika Śląska” (jako zmiana z wcześniejszej nazwy „Politechnika Śląska im. Wincentego Pstrowskiego w Gliwicach”).
W maju 2020 w Politechnice Śląskiej obchodzono jubileusz 75-lecia jej powstania.

## Poczet rektorów
1. Władysław Kuczewski (1945–1951)
2. Michał Śmiałowski (1951–1952)
3. Gabriel Kniaginin (1952–1954)
4. Zbigniew Jasicki (1954–1956)
5. Stanisław Ochęduszko (1956–1959)
6. Tadeusz Laskowski (1959–1965)
7. Jerzy Szuba (1965–1974)
8. Jerzy Nawrocki (1974–1981)
9. Ryszard Petela (1981–1982)
10. Marian Starczewski (1982–1984)
11. Antoni Niederliński (1984–1987)
12. Tadeusz Chmielniak (1987–1990)
13. Wilibald Winkler (1990–1996)
14. Bolesław Pochopień (1996–2002)
15. Wojciech Zieliński (2002–2008)
16. Andrzej Karbownik (2008–2016)
17. Arkadiusz Mężyk (2016–2024)
18. Marek Pawełczyk (od 1 września 2024)

## Władze uczelni
W kadencji 2024–2028:
| Stanowisko                                                   | Imię i nazwisko                      |
| ------------------------------------------------------------ | ------------------------------------ |
| Rektor                                                       | prof. dr hab. inż. Marek Pawełczyk   |
| Prorektor ds. Infrastruktury i Inwestycji                    | prof. dr hab. inż. Zbigniew Paszenda |
| Prorektor ds. Nauki i Współpracy Międzynarodowej             | prof. dr hab. inż. Sebastian Werle   |
| Prorektor ds. Ogólnych                                       | prof. dr hab. inż. Bożena Skołud     |
| Prorektor ds. Studenckich i Kształcenia                      | prof. dr hab. inż. Anna Chrobok      |
| Prorektor ds. Współpracy z Otoczeniem Społeczno-Gospodarczym | dr hab. inż. Marcin Staniek          |